# Broșteni, Mehedinți
Brosteni là một xã thuộc hạt Mehedinți, România. Dân số thời điểm năm 2002 là 3093 người.